# Ramona Kunze-Libnow

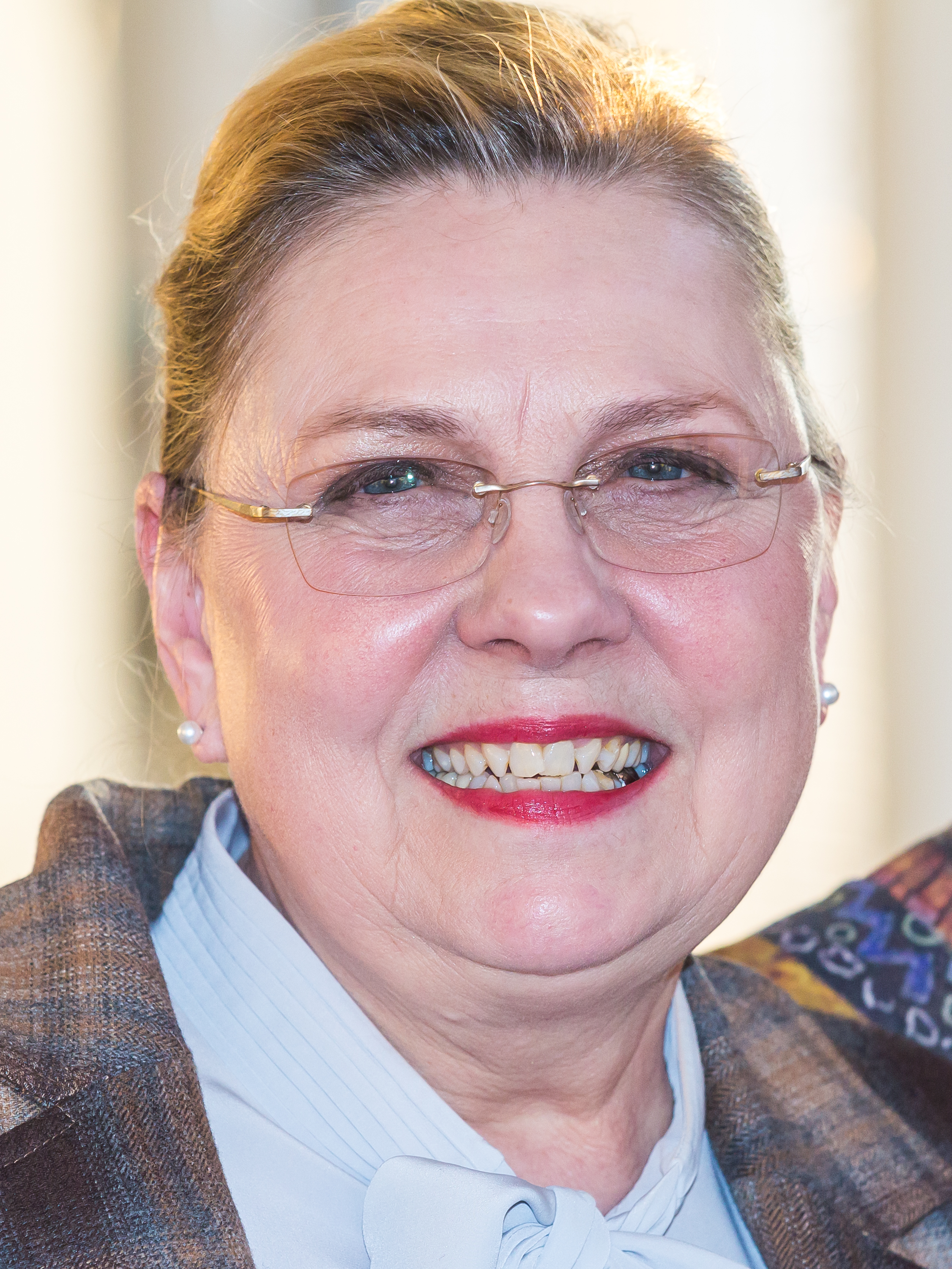
Ramona Kunze-Libnow, 2018

Ramona Kunze-Libnow (* 1957 in Barneberg, Kreis Haldensleben, DDR) ist eine deutsche Schauspielerin und Synchronsprecherin. Seit 1990 stand sie in über 110 Film- und Fernsehproduktionen vor der Kamera. 

## Leben und Karriere

### Ausbildung und Theater
Kunze-Libnow absolvierte zunächst eine Ausbildung zum Baufacharbeiter mit Abitur, um ihren ursprünglichen Berufswunsch der Architektin zu realisieren. Sie legte diesen Wunsch aufgrund des DDR-Wohnungsbauprogramms ab. Mitte der 1970er Jahre zog sie wegen einer Liebesbeziehung nach Leipzig. Von 1976 bis 1980 absolvierte sie an der Theaterhochschule Leipzig ihre Schauspielausbildung. Bereits im zweiten Studienjahr erhielt sie ein festes Engagement am Schauspiel Leipzig, wo sie bis 1996 engagiert war, um freiberuflich tätig zu sein. Neben Johann Wolfgang von Goethes Faust wurde sie in zahlreichen skurrilen Rollen besetzt.
Nach ihrem Engagement am Schauspiel Leipzig folgten zahlreiche Gastspiele an verschiedenen Deutschen Bühnen, wie am neuen theater Halle, am Theater Magdeburg, am Bayerischen Staatsschauspiel, am Staatsschauspiel Dresden und an der Dresdner Semperoper. In der Comödie Dresden wirkte sie u. a. in den Inszenierungen Barfuß im Park, in Wilhelm Jacoby und Carl Laufs Lustspiel Pension Schöller und in dem Stück Sekretärinnen mit. Am Theater arbeitete u. a. mit den Regisseuren Wolfgang Engel, Leander Haußmann, Peter Sodann, Tobias Wellemeyer und Volker Metzler zusammen. Mit Anne Schaab und Kathleen Gaube gründete sie 2011 das Gesangs- und Comedy-Trio Die singenden Handtaschen. In der Spielzeit 2014/15 war sie als Lehrerin in der Inszenierung Eltern am Theater Bautzen zu sehen.

### Film, Fernsehen und Synchron
1990 gab Kunze-Libnow (noch als Ramona Libnow) ihr Kameradebüt unter der Regie von Klaus Gendries in der Rolle der Mutter in dem DDR-Fernsehfilm Drachensaat. Seitdem wirkt sie in zahlreichen Film- und Fernsehproduktionen, häufig prägnante Nebenrollen. Auf der Kinoleinwand war sie erstmals 1999 in einer kleineren Rolle als Frau im Ballhaus in Sebastian Petersons Filmkomödie Helden wie wir. 2001 spielte sie in Rolf von Sydows Ein Stück vom Glück an der Seite von Klausjürgen Wussow und Jutta Speidel die Rolle der Sekretärin. Im ZDF-Fernsehvierteiler Liebesau – Die andere Heimat von Wolfgang Panzer war sie als resolute Arbeiterin in einer Nebenrolle zu sehen. In Matthias Tiefenbachers Die Schönste von Bitterfeld spielte sie die lebenslustige Arbeiterin Jutta, die sich für die erste „Miß-Wahl“ in der DDR engagiert. Wiederholt arbeitet sie mit der Regisseurin Francis Meletzky zusammen, u. a. in Nachbarinnen (2004) und Frei nach Plan (2007). Mit Til Schweiger stand sie 2018 für die Kinofilme Hot Dog und Klassentreffen 1.0 vor der Kamera.
Regelmäßig übernimmt Kunze-Libnow feste Serienrollen und gastiert daneben regelmäßig in Gastrollen verschiedener Fernsehserien und -reihen wie In aller Freundschaft, Stubbe – Von Fall zu Fall, Tatort, Polizeiruf 110, Rosa Roth und Die Spezialisten – Im Namen der Opfer. Von 2006 bis 2009 spielte sie in der ARD-Fernsehserie Tierärztin Dr. Mertens Frau Wittig, die Sekretärin des von Michael Lesch dargestellten Zoodirektors Reinhard Fährmann. In der satirischen Fernsehserie Stromberg spielte sie 2009 mehrere Folgen lang eine deutsch-polnische Sachbearbeiterin in einer Außenstelle der Capitol in Finsdorf. 2014 trat sie in Stromberg – Der Film  erneut in dieser Rolle auf. In der ersten Staffel der Historienserie Charité von 2017 spielte Kunze-Libnow die Rolle der Oberin Martha. Von 2017 bis 2022 war sie an der Seite von Armin Rohde und Ludger Pistor in der ARD-Filmreihe Schnitzel als Jobcenter-Angestellte Frau Gottschalk zu sehen. Als indirekte Fortsetzung folgte 2019 zusätzlich die Miniserie Ohne Schnitzel geht es nicht, deren letzte zwei Folgen mit der vierten Episode Schnitzel de Luxe identisch sind. Seit 2020 gehört sie in der ARD-Fernsehfilmreihe Meine Mutter … als allerbeste Freundin von Heidi und neugierige Dorfbewohnerin Hannelotte Kümpner-Sellendorf neben Margarita Broich zur Stammbesetzung. 
Kunze-Libnow wirkt auch in zahlreichen Kinder- und Jugendproduktionen mit, so übernahm sie von 2008 bis 2010 übernahm in der Fernsehserie Schloss Einstein die Rolle der Schuldirektorin Dr. Franka Steiner, spielte 2019 als Amme in Ngo The Chaus Märchenadaption Schneewittchen und der Zauber der Zwerge und 2022 als Edith im britisch-US-amerikanischen Fantasyfilm Phantastische Tierwesen: Dumbledores Geheimnisse (Fantastic Beasts: The Secrets of Dumbledore) von David Yates.
Parallel betätigt Kunze-Libnow sich als Sprecherin für Synchronisation, Fernsehen und Radio.

## Filmografie

### Kino
- 1999: Helden wie wir
- 1999: Duft (Kurzfilm)
- 2000: Alles mit Besteck (Kurzfilm)
- 2001: Venus und Mars
- 2003: Lichter
- 2003: Hühnchen rupfen (Kurzfilm)
- 2004: Nachbarinnen
- 2004: Besser als Schule
- 2007: Frei nach Plan
- 2007: Meer is nich
- 2008: Ossi’s Eleven
- 2010: Picco
- 2011: Kriegerin
- 2013: Feuchtgebiete
- 2014: Stromberg – Der Film
- 2014: Schönefeld Boulevard
- 2015: Als wir träumten
- 2015: Er ist wieder da
- 2017: Happy Burnout
- 2018: Hot Dog
- 2018: Klassentreffen 1.0
- 2018: In den Gängen
- 2022: Phantastische Tierwesen: Dumbledores Geheimnisse (Fantastic Beasts: The Secrets of Dumbledore)

### Fernsehen

#### Fernsehfilme
- 1994: Bernarda Albas Haus
- 2001: Ein Stück vom Glück
- 2002: Liebesau – Die andere Heimat (Vierteiler)
- 2002: Vater braucht eine Frau
- 2002: Lilly unter den Linden
- 2003: Die Schönste aus Bitterfeld
- 2003: Mein Weg zu Dir
- 2005: Meine große Liebe
- 2005: Der Bernsteinfischer
- 2006: Eine Liebe in Königsberg
- 2006: Liebe auf vier Pfoten
- 2007: Ich wollte nicht töten
- 2009: 30 Tage Angst
- 2009: Wohin mit Vater?
- 2011: Die Lehrerin
- 2012: Der Turm (Zweiteiler)
- 2012: Kreutzer kommt ... ins Krankenhaus
- 2014: Die letzten Millionen
- 2014: Vier kriegen ein Kind
- 2015: Unverschämtes Glück
- 2015: Das Dorf der Mörder
- 2017: Zweibettzimmer
- 2017: Liebling, lass die Hühner frei
- 2019: Verliebt auf Island
- 2019: Schneewittchen und der Zauber der Zwerge
- 2019: Unterm Birnbaum
- 2020: Pohlmann und die Zeit der Wünsche
- 2020: Jackpot
- 2022: Lehrer kann jeder!
- 2022: Sayonara Loreley (Fernsehfilm)

#### Fernsehserien und -reihen
- 2002–2014: In aller Freundschaft (verschiedene Rollen, 4 Folgen)
- 2003: Tatort: Außer Kontrolle
- 2003: Stubbe – Von Fall zu Fall: Tödlicher Schulweg
- 2004: Polizeiruf 110: Ein Bild von einem Mörder
- 2005: Krimi.de (2 Folgen)
- 2006: Unter den Linden – Das Haus Gravenhorst (13 Folgen)
- 2006–2009: Tierärztin Dr. Mertens (19 Folgen)
- 2006; 2011: SOKO Wismar (verschiedene Rollen, 2 Folgen)
- 2007: Post Mortem – Beweise sind unsterblich (Folge Hundefutter)
- 2008–2010: Schloss Einstein (105 Folgen)
- 2009: Stromberg (9 Folgen)
- 2010: Rosa Roth – Das Angebot des Tages
- 2010: Tatort: Schön ist anders
- 2011: Bloch: Der Heiland
- 2012, 2013: Alles Klara (verschiedene Rollen, 2 Folgen)
- 2012: Danni Lowinski (Folge Bittere Pille)
- 2012: Flemming (Folge Gruppenspiele)
- 2013: Bella (Folge Bella Familia – Umtausch ausgeschlossen)
- 2013: Tatort: Die Fette Hoppe
- 2014: Herzensbrecher – Vater von vier Söhnen (Folge Soko Tabarius)
- 2015: Männer! – Alles auf Anfang (2 Folgen)
- 2014: Der Usedom-Krimi: Mörderhus
- 2015: Der Usedom-Krimi: Schandfleck
- 2015: Der Komödienstadel: Agent Alois
- 2016, 2019: Alarm für Cobra 11 – Die Autobahnpolizei (Folgen Auf den Spuren meines Vaters, Die besten letzten Tage)
- 2016: Ein Fall von Liebe (3 Folgen)
- 2016, 2025: SOKO Köln (Folgen Tödliche Therapie, "Jackpot")
- 2016: Zorn – Wie sie töten
- 2017: Polizeiruf 110: Angst heiligt die Mittel
- 2017–2022: Schnitzel (Filmreihe)
  - 2017: Schnitzel geht immer
  - 2019: Schnitzel de Luxe
  - 2022: Das Weihnachtsschnitzel
- 2017: Die Spezialisten – Im Namen der Opfer (Folge Bum Bum)
- 2017: Charité (6 Folgen)
- 2017: Tatort: Auge um Auge
- 2018: Solo für Weiss – Es ist nicht vorbei
- 2018: Großstadtrevier (Folge Der kurze Traum vom langen Glück)
- 2018: Magda macht das schon! (Folge Anti Age)
- 2019: SOKO Stuttgart (Folge Abi-Krieg)
- 2019: Wolfsland: Das heilige Grab
- seit 2020: Meine Mutter … (Filmreihe)
  - 2020: Meine Mutter traut sich was
  - 2020: Meine Mutter will ein Enkelkind
  - 2021: Meine Mutter im siebten Himmel
  - 2021: Meine Mutter und plötzlich auch mein Vater
  - 2022: Meine Mutter gibt es doppelt
  - 2022: Meine Mutter raubt die Braut
- 2022: Lauchhammer – Tod in der Lausitz (6 Folgen)
- 2023: Familie Anders: Willkommen im Nest
- 2023: Familie Anders: Zwei sind einer zu viel
- 2024: Familie Anders: Die rosarote Brille
- 2024: Familie Anders: Mann Nummer 1
- 2025: SOKO Leipzig: Lady Schneider